# 合柱糙果茶
合柱糙果茶（学名：Camellia connatistyla）为山茶科山茶属的植物。分布在中国大陆的广西等地，多生长在常绿林中，目前尚未由人工引种栽培。